# Томаш Клос
Томаш Клос (пол. Tomasz Kłos, нар. 7 березня 1973, Згеж) — колишній польський футболіст, що грав на позиції захисника.
Як гравець насамперед відомий виступами за клуби «Осер» та «Кайзерслаутерн», а також національну збірну Польщі.

## Клубна кар'єра
У дорослому футболі дебютував 1995 року виступами за ЛКС (Лодзь), в якому провів три сезони, взявши участь у 94 матчах чемпіонату. В останньому сезоні Томаш допоміг клубу стати чемпіоном Польщі.
Своєю грою за цю команду привернув увагу представників тренерського штабу французького «Осера», до складу якого приєднався влітку 1998 року. Відіграв за команду з Осера наступні два сезони своєї ігрової кар'єри. Більшість часу, проведеного у складі «Осера», був основним гравцем захисту команди.
На початку 2001 року уклав контракт з німецьким «Кайзерслаутерном», у складі якого провів наступні три роки своєї кар'єри гравця. Граючи у складі «Кайзерслаутерна» також здебільшого виходив на поле в основному складі команди.
Протягом першої половини сезону 2003/04 виступав за німецький «Кельн», після чого повернувся на батьківщину, підписавши контракт з «Віслою» (Краків). У її складі двічі поспіль ставав чемпіоном Польщі.
Завершив професійну ігрову кар'єру у рідному клубі ЛКС (Лодзь), у складі якого розпочинав свою професійну кар'єру. Вдруге Клос прийшов до команди 2006 року і захищав її кольори протягом двох сезонів.

## Виступи за збірну
1998 року дебютував в офіційних матчах у складі національної збірної Польщі.
У складі збірної був учасником чемпіонату світу 2002 року в Японії і Південній Кореї, на якому зіграв у двох з трьох матчах збірної. Певний час був капітаном «кадри».
Протягом кар'єри у національній команді, яка тривала 9 років, провів у формі головної команди країни 69 матчів, забивши 6 голів.

## Титули та досягнення
- Чемпіон Польщі (3):

«Вісла» (Краків): 1997-98, 2003-04, 2004-05